# 三角スケール

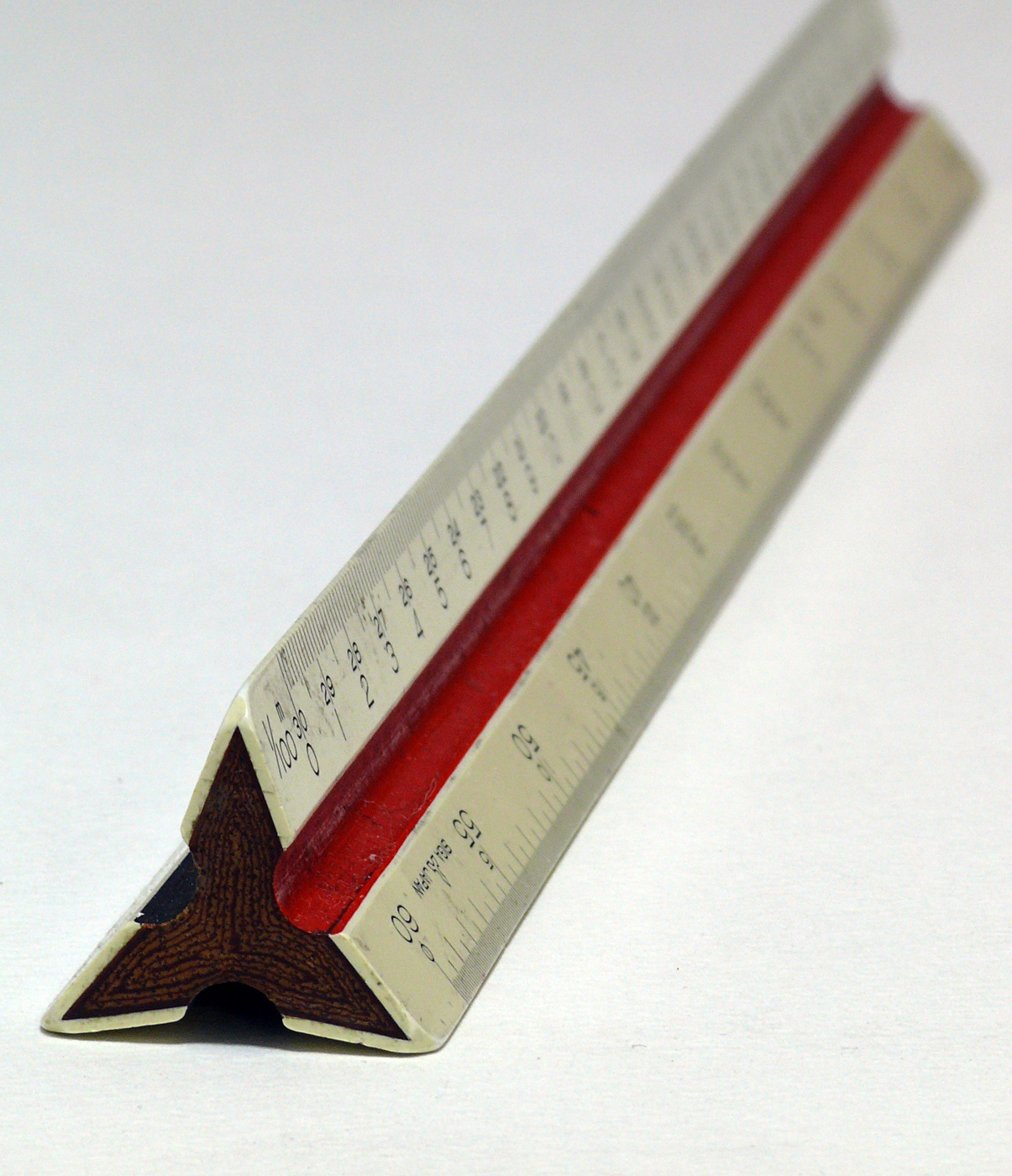
三角スケール

三角スケール（さんかくスケール）は、縮尺定規の一種で、縮尺図面の製図や読み取りの際に用いられる物差し。

## 使用法
形状が三角柱になっていることからこう呼ばれ、三角柱の三つの面の両側には計6種類の縮尺の異なる目盛りが刻まれている。必要な縮尺に合わせて使用面を選び、寸法を測って図面を描いたり、描かれた図面から寸法を読み取るための道具である。名前の似ている三角定規とは別の道具である。
最も普及しているのは、本体が木製（竹製）で表面に白（まれに黒）のラッカー塗装がなされたものであるが、木製素地のままのものやプラスチック製、アルミニウム製もある。使用面を認識しやすいように各面の中央部分に溝を切り、赤・青・黒（または緑）の三色の塗装がなされているものが一般的である。目盛りの縮尺はメートル単位で、1/100、1/200、1/300、1/400、1/500、1/600が一般的である。ただし、1/50縮尺のものもある。また、土地家屋調査士向けとして1/2500の地図から距離を読むために1/250が刻まれたものや、日本建築の設計・施工に用いるために尺寸相当目盛りが刻まれた製品も存在する。製品として広く流通しているのは、30cmまで目盛りが刻まれたものであるが、小ぶりな15cmの製品もよく使われる。俗語で「サンスケ」、15cmのものは「コサンスケ」などと略称される。
三角スケールなどのスケールはあくまでも寸法をとるための測定器具でありそのまま線引きには利用しない。寸法を刻んだ塗装面が摩耗することを防ぐために、寸法をとった後、線を描く作業はT定規や平行定規、三角定規などを使用する。CADによる製図が一般的となったため、図面を作成するときに三角スケールを使うことはほとんどなくなった。しかし、今でも紙に一定の縮尺で書かれた図の実物の長さを知る目的で使われる。